# Montevideo Wanderers Fútbol Club
O Montevideo Wanderers Fútbol Club é um clube de futebol uruguaio com sede na cidade de Montevidéu. Disputa a primeira divisão do Campeonato Uruguaio.

## História
O Montevideo Wanderers foi fundado originalmente no final do século XIX, formado por um grupo de jovens idealistas que desejavam colocar seus princípios desportivos em um clube onde fossem realmente protagonistas de suas próprias decisões. Liderados pelos irmãos Sardeson, o grupo rapidamente passou a ser conhecido em seu bairro de origem, o Prado.
Nos tempos iniciais ainda não existia uma liga de futebol no Uruguai, por isso as disputas da equipe se resumiam a simples jogos amistosos. A maioria dos integrantes de Wanderers jogavam ao mesmo tempo pelo Albión Football Club, entidade que foi fundadora da  atual Associação Uruguaia de Futebol, participando desde o primeiro torneio uruguaio organizado por ela.
Diferenças fundamentalmente desportivas levou a este grupo de jovens, liderado pelos irmãos Sardeson, a fundar com todos os requisitos legais e administrativos o Montevideo Wanderers Football Club, na tarde de 15 de Agosto de 1902, no Almacén y Bar na Rua 19 de Abril no atual cruzamento da mesma rua e Rua Adolfo Berro.
Na época da primeira reunião, as cores oficiais da equipe wanderista eram assim dispostas: camiseta azul e branca, com listras verticais  estreitas , calção branco e meias pretas. Em uma cerimônia realizada pelo clube, foi inaugurada uma placa para homenagear e demarcar o lugar exato onde o clube foi fundado. Seu primeiro presidente foi o Sr. Juan Sardeson.

### Origem do nome
Seu nome nasce como consequência de uma viagem de Enrique e Juan Sardeson à Inglaterra. Naquela época, na Inglaterra, existia um clube fazendo sucesso, chamado de Wanderers, entretanto não era o único clube com esse nome jogando naquele país, já que coexistia com o Wolverhampton Wanderers de Wolverhampton, instituição que possui até os dias de hoje muita tradição na Premier League.
No Reino Unido, clubes com o termo "Wanderers" (e "Rovers") em seu nome indicam times que em seus primórdios não possuíam um campo próprio e andavam ("wandered") de estádio em estádio.

## Títulos

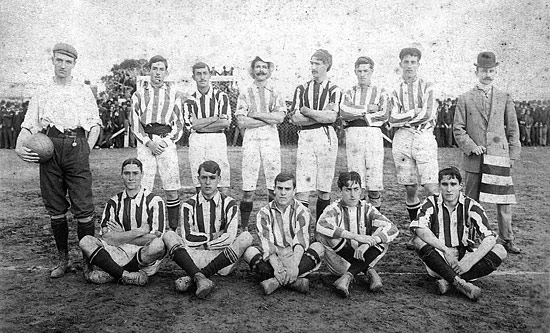
Equipe em 1906.

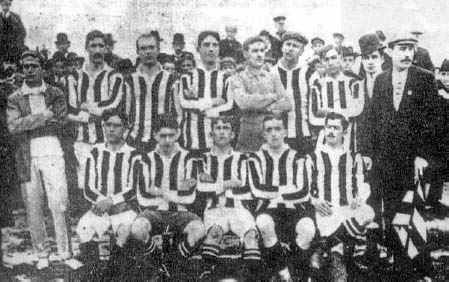
Campeão em 1909

| AUF x AFA        | AUF x AFA                        | AUF x AFA | AUF x AFA                                       |
|                  | Competição                       | Títulos   | Temporadas                                      |
| ---------------- | -------------------------------- | --------- | ----------------------------------------------- |
|                  | Copa de Honor Cousenier          | 1         | 1908                                            |
|                  | Cup Tie Competition              | 3         | 1911, 1917, 1918                                |
| Nacionais        |                                  |           |                                                 |
|                  | Competição                       | Títulos   | Temporadas                                      |
| Uruguai          | Campeonato Uruguaio - 1ª Divisão | 4         | 1906, 1923 (FUF) [carece de fontes?],1909, 1931 |
| Uruguai          | Torneio de Encerramento          | 1         | 2014                                            |
| Uruguai          | Copa Competencia                 | 5         | 1906, 1908, 1911, 1917, 1918                    |
| Uruguai          | Copa de Honor                    | 2         | 1908, 1910                                      |
| Uruguai          | Torneo Competencia               | 2         | 1987, 1990                                      |
| Uruguai          | Torneo de Honor                  | 1         | 1937                                            |
| Total de Títulos | Títulos oficiais                 | 19        | 4 Internacionais e 15 Nacionais                 |

 Em 1923 e em 1924, o Montevideo Wanderers participou com duas equipes distintas simultaneamente nos campeonatos da AUF e da FUF. Nos torneios da FUF, jogou o time "B" da instituição, com o nome de "Atlético Wanderers".

### Outras conquistas
| Pré-Continental Libertadores (Pré-Eliminatória Libertadores) | Pré-Continental Libertadores (Pré-Eliminatória Libertadores) | Pré-Continental Libertadores (Pré-Eliminatória Libertadores) | Pré-Continental Libertadores (Pré-Eliminatória Libertadores) |
|                                                              | Competição                                                   | Títulos                                                      | Temporadas                                                   |
| ------------------------------------------------------------ | ------------------------------------------------------------ | ------------------------------------------------------------ | ------------------------------------------------------------ |
| Uruguai                                                      | Liguilla Pré-Libertadores da América                         | 2                                                            | 1987, 2001                                                   |
| Nacionais DIVISÕES SUBALTERNAS                               |                                                              |                                                              |                                                              |
|                                                              | Competição                                                   | Títulos                                                      | Temporadas                                                   |
| Uruguai                                                      | Campeonato Uruguaio - 2ª Divisão                             | 4                                                            | 1952, 1962, 1972, 2000                                       |

## Campanhas
| Montevideo Wanderers Fútbol Club | Montevideo Wanderers Fútbol Club | Montevideo Wanderers Fútbol Club                                             | Montevideo Wanderers Fútbol Club                                            | Montevideo Wanderers Fútbol Club                                               | Montevideo Wanderers Fútbol Club |
| Torneio                          | Campeão                          | Vice-campeão                                                                 | Terceiro colocado                                                           | Quarto colocado                                                                |                                  |
| -------------------------------- | -------------------------------- | ---------------------------------------------------------------------------- | --------------------------------------------------------------------------- | ------------------------------------------------------------------------------ | -------------------------------- |
| Campeonato Uruguaio              | 4 1906, 1909, 1923 (FUF), 1931   | 9 (1907, 1908, 1911, 1922, 1924 (FUF), 1926 (CP), 1980, 1985, 2013/14, 2016) | 12 (1905, 1912, 1916, 1934, 1935, 1937, 1939, 1940, 1942, 1963, 1981, 1991) | 12 (1903, 1910, 1917, 1919, 1921, 1927, 1933, 1938, 1944, 1964, 1986, 2006/07) |                                  |
| Liga Pré-Libertadores da América | 2 (1987, 2001)                   | 4 (1974, 1982, 1985, 2007)                                                   | 3 (1977, 1978, 1980)                                                        | 4 (1976, 1986, 1988, 1990)                                                     |                                  |
| Torneo Competencia               | 2 (1987, 1990)                   | 2 (1934, 1989)                                                               | 2 (1947, 1957)                                                              | 3 (1943, 1956, 1988)                                                           |                                  |

## Uniformes já utilizados
A primeira camisa utilizada pelo Montevideo Wanderers foi a do Uruguay Athletic. As camisas foram gentilmente cedidas graças à ajuda de dois ex-jogadores daquele clube,os irmãos Sardeson. Seu desenho consistia em uma faixa horizontal celeste sobre um fundo marrom.
A partir, aproximadamente do ano de 1900,o clube adotou uma camisa branca com listras verticais finas azuis, calções brancos e meias pretas.
Em meados de 1903 o Wanderers viaja à Argentina e disputa alguns jogos amistosos conta o CA Estudiantes de Buenos Aires. Em virtude do excelente tratamento que a equipe argentina ofereceu à equipe uruguaia durante sua estadia em Buenos Aires, o Wanderers passa a usar o atual uniforme.
| 1898-1900 | 1900-1902 | 1903-presente |  |

### Uniformes dos jogadores
- 1º Uniforme - Camisa com listras verticais brancas e pretas, calção e meias brancas;
- 2º Uniforme - Camisa azul celeste, calção preto e meias azul celeste;
- 3º Uniforme - Camisa brancas com detalhes em preto, calção preto e meias brancas;
- 1º Libertadores - Camisa com listras verticais brancas e pretas, calção e meias pretos;
- 2º Libertadores - Camisa grená, calção e meias grenás.

| 1º Uniforme | 2º Uniforme | 3º Uniforme | 1º Libertadores | 2º Libertadores |

### Uniformes anteriores
- 2017

| 1º Uniforme | 2º Uniforme | 3º Uniforme |  |

- 2015-16

| 1º Uniforme | 2º Uniforme | 3º Uniforme |  |